# 印度憲法第二十一修正案
印度憲法第二十一修正案，正式名稱為《1967年憲法（第二十一修正案）法》，該法修訂了列明印度政府有責任發展的語言的印度《憲法》附表八，將信德語納入其中，從而使附表八中列出的語言總數增加到15種。
《憲法》附表八最初包括14種語言。1992年頒佈的第七十一修正案又增加了3種語言，即孔卡尼語、梅泰语（曼尼普爾語）和尼泊爾語。2003年，第九十二修正案又增加了博多语、多格拉语、桑塔利语和迈蒂利语，使語言總數增至22種。

## 原文文本
議會在印度共和國十八年通過如下內容：——
1. 簡稱 本法可被稱為《1967年憲法（第二十一修正案）法》。
2. 對附表八的修正 在《憲法》附表八中——
(a) 條目12至條目14應分別重新編號為條目13至條目15，並且
(b) 在重新編號的條目“13”前，插入“12.信德語”。

## 提案與通過
1967年3月20日，《1967年憲法（第二十一修正案）法案》（1967年第1號法案）在联邦院提出。該法案是由當時的內政部長亞什萬特勞·查萬提出的，旨在修正《憲法》附表八，將信德語納入附表八中。該法案所附的目標和理由聲明的全文如下：
信德語使用者一直要求將信德語列入《憲法》附表八。雖然目前信德語不是一種有明確界定的區域性語言，但它曾經是未分裂的印度的一個省的語言，如果沒有印巴分治，它將繼續如此。語言少數群體專員也建議將信德語列於《憲法》附表八。1966年11月4日，政府宣佈決定將信德語列入《憲法》附表八。該法案旨在使這一決定生效。——Y.B. 查萬，.   [2022-10-28]. （原始内容存档于2008-06-21）.

## 另見
- 印度憲法修正案列表（英语：List of amendments of the Constitution of India）